# Studio Hořící žirafy
Studio Hořící žirafy bylo divadlo působící mezi lety 1995–2003 v Olomouci. Za dobu své existence fungovalo v sálech Divadla hudby Olomouc, S-klubu a Jazz Tibet Clubu propůjčovaných ke zkouškám i představením. Roku 1995 se stalo oficiální součástí Moravského divadla Olomouc a posléze roku 2001 získalo vlastní prostor v Hořícím domě.
Zakládajícími členy divadla byli David Drábek coby autor a téměř výhradní režisér inscenovaných her a hudebník Darek Král. Herecky byli se Studiem Hořící žirafy spojeni především Pavel Juřica, Rudolf Máhrla, Adrian Jastraban, Filip Čapka, Dita Vojnarová, Lubor Novotný, Dušan Urban, Marek Zahradníček či Ivana Plíhalová.

## Historie

### Založení divadla
Podnět k založení divadla souvisí s rokem 1992 a seminářem autorské tvorby Jana Roubala na Katedře teorie a dějin dramatických umění na Univerzitě Palackého v Olomouci. David Drábek a Darek Král zde napsali hru Sousto, jež se dostala až do finále v soutěži o Cenu Alfréda Radoka. Další divadelní hru Hořící žirafy, podle které dostalo následně divadlo svůj název, napsal Drábek o rok později. Došlo k vytvoření amatérského divadelního souboru, jehož členy byli převážně středoškolští a vysokoškolští studenti doplněni několika herci Moravského divadla Olomouc. Zkoušky probíhaly v odsvěcené kapli na Wurmově ulici. Premiéra Hořících žiraf se uskutečnila 16. prosince 1993 v olomouckém S-klubu.
Premiérou další Drábkovy hry Jana z parku v roce 1995, za kterou získal Cenu Alfreda Radoka, se datuje oficiální vznik Studia Hořící žirafy, které přechází pod hlavičku Moravského divadla Olomouc, jehož herci touto dobou tvoří základ souboru. Dochází tak k profesionalizaci a zisku statusu „alternativní scéna MDO“. Hořící žirafy nicméně tímto krokem nezískávají stabilní prostor pro zkoušky a představení a tvoří stále pohostinsky v prostorech olomouckých klubů a Divadla hudby.  

### Studio Hořící žirafy jako alternativní scéna Moravského divadla Olomouc
Připojením k MDO získalo Studium Hořící žirafy finanční a částečnou technickou podporu. V následujících letech uvedlo studio další Drábkovy hry Vařila myšička myšičku, Kosmická snídaně aneb Nebřenský, Švédský stůl, Kostlivec v silonkách.
Roku 2000 bylo rozhodnuto o rekonstrukci nevyužívané budovy Hudebního divadla v Hodolanech. Zde vznikl tzv. Hořící dům jako multikulturní centrum – prostor pro kabaretní autorské divadlo i pro výtvarníky, hudebníky, filmové večery či scénická čtení – jehož manažery se stali Darek Král a David Drábek. Provoz byl zahájen inscenací Jana z parku II v roce 2001, následně došlo k proměně poetiky Hořících žiraf. Ke spolupráci byl pozván režisér Zdeněk Janáček, který zde uvedl několik her řazených se do žánru tzv. coolness dramatiky Jako naprostý šílenci aneb Smrt režiséra od Williama Mastrosimona a Roberto Zucco Bernarda-Marie Koltèse. Roberto Zucco představoval v historii Hořících žiraf přelomovou inscenaci. Po jejím uvedení byl David Drábek odvolán ředitelem MDO Danielem Wiesnerem z funkce uměleckého šéfa. Důvodem byla údajná nerentabilita a nevhodné dramaturgické směřování, konkrétně Wiesner pro Lidové noviny uvedl, že se neztotožňuje s východisky inscenace. Odvolání bylo následně vzato zpět a nahrazeno změnou smluvních a finančních kompetencí.
Plánovaná premiéra další Drábkovy hry Embryo byla z nařízení ředitelství MDO odložena. Narychlo tak vzniklo náhradní řešení, a to kabaret Kostlivec: Vzkříšení. Ideálním východiskem pro všechny zúčastněné strany se jevilo osamostatnění Studia Hořící žirafy. Tato možnost ovšem předpokládala financování provozu studia z městského rozpočtu, což nebylo zastupitelstvem schváleno. K 1. 1. 2004 tak došlo k zániku Studia Hořící žirafy.

## Poetika divadla
Studio Hořící žirafy vzniklo jako alternativní scéna ke kamennému a tradičnímu Moravskému divadlu Olomouc. Jeho cílem bylo vytvořit divadlo generační, kritické a aktuální. Inscenovány zde byly především autorské texty Davida Drábka, jež byly založeny na kritickém vztahování se k soudobé společnosti. K tomu byly využívány prostředky postmodernismu – destrukce tvaru, vícevrstevnatost, intertextualita, autoreflexe či autoparodie. Typickou tematikou uváděných inscenací byla reflexe médií, krize identity, rozpad tradičních hodnot, vykořeněnost a neschopnost komunikace.
Nejvýraznější linií Hořících žiraf se staly autorské kabarety – Vařila myšička myšičku a série o kostlivcích Kostlivec v silonkách a Kostlivec: Vzkříšení. Změna uváděných titulů nastala roku 2002, kdy byl ke spolupráci přizván režisér Zdeněk Janáček. Ten v Hořících žirafách inscenoval Jako naprostý šílenci od Williama Mastrosimona a Koltèsova Roberta Zucca. Obě tato dramata se řadí do vlny coolness, která se vyznačuje vulgárním jazykem, syntaktickou rozvolněností, poukazem k vyprázdněnosti komunikace a mezilidských vztahů a využíváním prvků sexu a násilí. Zároveň ale obě hry navazovaly na dramaturgické směřování nastavené Drábkovými texty. Konkrétně v Robertu Zuccovi byl úpravami provedenými Janáčkem zdůrazněn konflikt mladého člověka se společností; vražda otce se tak stala v nenormálním světě jediným možným a v podstatě normálním řešením problémů s rodičem.

## Přehled inscenací[20]
| Autor                | Titul                           | Premiéra     | Režie          |
| -------------------- | ------------------------------- | ------------ | -------------- |
| David Drábek         | Hořící žirafy                   | 1993         | David Drábek   |
| David Drábek         | Jana z parku                    | 21. 4. 1995  | David Drábek   |
| David Drábek         | Vařila myšička myšičku          | 9. 5. 1996   | David Drábek   |
| David Drábek         | Kosmická snídaně aneb Nebřenský | 5. 6. 1997   | David Drábek   |
| David Drábek         | Švédský stůl                    | 26. 3. 1999  | David Drábek   |
| David Drábek         | Kostlivec v silonkách           | 13. 12. 1999 | David Drábek   |
| David Drábek         | Jana z parku II.                | 19.11. 2001  | David Drábek   |
| William Mastrosimone | Jako naprostý šílenci           | 13. 4. 2002  | Zdeněk Janáček |
| Bernard-Marie Koltès | Roberto Zucco                   | 15. 12. 2002 | Zdeněk Janáček |
| David Drábek         | Kostlivec: Vzkříšení            | 1. 2. 2003   | David Drábek   |